# 천주교 수원교구
천주교 수원교구(天主敎水原敎區,라틴어: Dioecesis Suvonensis)는 대한민국의 경기도 남부지역을 관할하는 로마 가톨릭교회의 지역교회인 교구이다.

## 교구역사
1963년 10월 7일 서울대교구에서 경기도 남부를 분리하여 수원교구를 설정하고 초대교구장에 윤공희 주교를 임명하였으며 1973년 10월 25일 윤공희 주교가 광주 대주교로 전보발령이 나면서 김남수 주교가 교구장으로 임명이 되었고 1997년 김남수 주교가 고령으로 은퇴하면서 최덕기 주교가 교구장으로 임명이 되었으며 2008년 이용훈(마티아) 신부가 보좌주교로 임명이되었다가 부교구장 주교를 거쳐 2009년 최덕기 주교의 사임으로 교구장으로 승계되었다.

## 역대 교구장
- 1대 윤공희(빅토리노) 주교 (1963년 10월 7일 ~ 1973년 10월 25일)
- 2대 김남수(안젤로) 주교 (1974년 10월 14일 ~ 1997년 6월 4일)
- 3대 최덕기(바오로) 주교 (1997년 6월 4일 ~ 2009년 3월 30일)
- 4대 이용훈(마티아) 주교 (2009년 3월 30일 ~ 현재)

## 관할구역
경기도 수원시, 과천시, 의왕시, 안양시, 광주시, 성남시, 양평군, 하남시, 용인시, 이천시, 안성시, 여주시, 평택시, 오산시, 화성시, 광명시, 군포시, 안산시(대부동 제외), 시흥시 남부

## 대리구
- 굵은 글씨는 지구장 본당.

- 제1대리구
  - 권선지구: 고색동, 권선2동, 권선동, 당수성령, 버드내, 상촌, 서둔동, 서호, 세류동, 오목천동, 칠보, 호매실동
  - 기흥지구: 구성, 기흥, 동백성마리아, 동백성요셉, 보라동성가정, 보정, 상미, 상하성모세, 신갈, 청덕성모승천
  - 송탄지구: 궁리, 서정동, 송서, 송탄, 송현, 안중, 청북, 포승
  - 수지지구: 동천성바오로, 상현동, 성복동성마리아요셉, 수지, 신봉동, 이현, 죽전, 죽전1동하늘의문
  - 안성지구: 공도, 대천동, 던지실, 미리내, 미양성요한마리아비안네, 안성, 양성, 죽산
  - 영통지구: 광교1동, 광교2동, 동수원, 망포동예수성심, 매탄동, 서천동, 영통성요셉, 영통성령, 영통영덕, 원천동, 흥덕
  - 오산지구: 갈곶동, 기산, 기안성바오로, 남동탄, 동탄능동, 동탄부활, 동탄숲속, 병점, 세마, 안녕, 오산, 은계동
  - 처인지구: 모현, 백암, 삼가동, 송전, 양지, 용인, 원삼, 천리요셉
  - 팔달지구: 고등동, 매교동, 북수동, 율전동, 인계동, 일월, 입북동, 정자꽃뫼, 정자동주교좌, 조원동주교좌, 조원솔대, 지동, 화서동
  - 평택지구: 모산골, 비전동, 세교동, 소사벌, 용이동, 진사리, 팽성, 평택
  - 화성지구: 남양, 마도, 발안, 봉담성체성혈, 비봉, 사강, 상신, 서신, 신남, 왕림, 정남, 조암, 향남
- 제2대리구
  - 광명지구(6): 광명, 광문, 광북, 소하동, 철산, 철산3동, 하안
  - 광주지구(10): 곤지암, 광남동, 광주, 능평, 도척, 산북, 오포, 장지동, 초월, 퇴촌
  - 분당지구(9): 도촌동성베드로, 분당성루카, 분당성마르코, 분당성마리아, 분당성마태오, 분당성바오로, 분당성요한, 판교성김대건안드레아, 판교성프란치스코
  - 성남지구(8): 단대동, 상대원, 성남동, 성남고등동, 수진동, 신흥동, 위례성데레사, 은행동성가정, 태평동
  - 시흥지구(7): 군자, 능곡동성가정, 목감, 배곧성 바오로, 시화성베드로, 연성, 장곡
  - 과천,의왕지구(9): 과천, 별양동, 부곡동성요셉, 오전동, 왕곡, 의왕, 청계예수성심, 포일, 하우현
  - 군포지구(6): 군포, 금정, 대야미, 산본, 수리동, 용호
  - 안산1지구(8): 고잔, 반월성마리아, 선부동성가정, 성포동, 안산성마르코, 와동일치의모후, 원곡, 월피동
  - 안산2지구(8): 감골, 대학동, 본오동성요한세례자, 상록수, 안산성마리아, 안산성안나, 안산성요셉, 초지동
  - 안양1지구(6): 관악, 명학, 석수동, 중앙, 호계동, 호평
  - 안양2지구(6): 매곡, 벌말, 범계, 비산동, 인덕원, 평촌
  - 여주이천지구(10): 가남, 모전동, 반월성, 북여주, 신둔, 아미동, 양동, 여주, 이천, 장호원, 점동
  - 하남양평지구(9): 구산, 서부, 신장, 풍산동 , 양수리, 양평, 용문, 하남, 황산

## 교육

### 대학교
- 수원가톨릭대학교

### 고등학교
- 효명고등학교
- 안법고등학교

### 중학교
- 효명중학교

### 초등학교
- 소화초등학교

### 특수학교
- 명혜학교

### 유치원/어린이집
- 소화유치원 (수원시 권선구 고등동, 고등동성당)
- 빛나라유치원 (수원시 권선구 권선동)
- 복자유치원 (수원시 권선구 서둔동)
- 데레사유치원 (수원시 팔달구 우만동)
- 성모유치원 (광주시 광주읍 경안리, 광주성당)
- 성 마르코 유치원 (성남시 분당구 야탑동, 성 마르코 성당)
- 성체유치원 (성남시 수정구 수진1동, 수진동성당)
- 분도유치원 (성남시 중원구 상대원1동, 서울 포교 베네딕도 수녀회)
- 성모유치원 (안산시 단원구 와동, 와동성당)
- 데레사유치원 (안산시 상록구 사2동, 감골성당)
- 미양성모유치원 (안성시 미양면 양지리)
- 안법유치원 (안성시 구포동)
- 돈보스코유치원 (안양시 동안구 호계동, 범계성당)
- 안양유치원 (안양시 만안구 안양4동, 중앙성당)
- 소화유치원 (여주시 하동, 여주성당)
- 노틀담유치원 (오산시 청학동, 노틀담수녀회)
- 포일성모유치원 (의왕시 내손2동, 포일성당)
- 성모유치원 (의왕시 삼동, 의왕성당)
- 성체유치원 (용인시 포곡읍 삼계리)
- 평택소화유치원 (평택시 비전동, 평택성당)
- 소화데레사유치원 (평택시 서정동, 서정동성당)
- 송탄대건유치원 (평택시 신장1동, 송탄성당)
- 요셉유치원 (평택시 안중읍 안중리, 안중성당)
- 팽성 성 바울로 유치원 (평택시 팽성읍 송화4리, 팽성성당)
- 신장소화유치원 (하남시 덕풍3동, 신장성당)
- 섭리유치원 (화성시 봉담읍 왕림리, 천주섭리수녀회)

## 의료기관
- 가톨릭대학교 성빈센트병원
- 성안드레아 신경정신병원 보관됨 2014-12-10 - 웨이백 머신
- 보바스병원